# 판다 포르노그래피

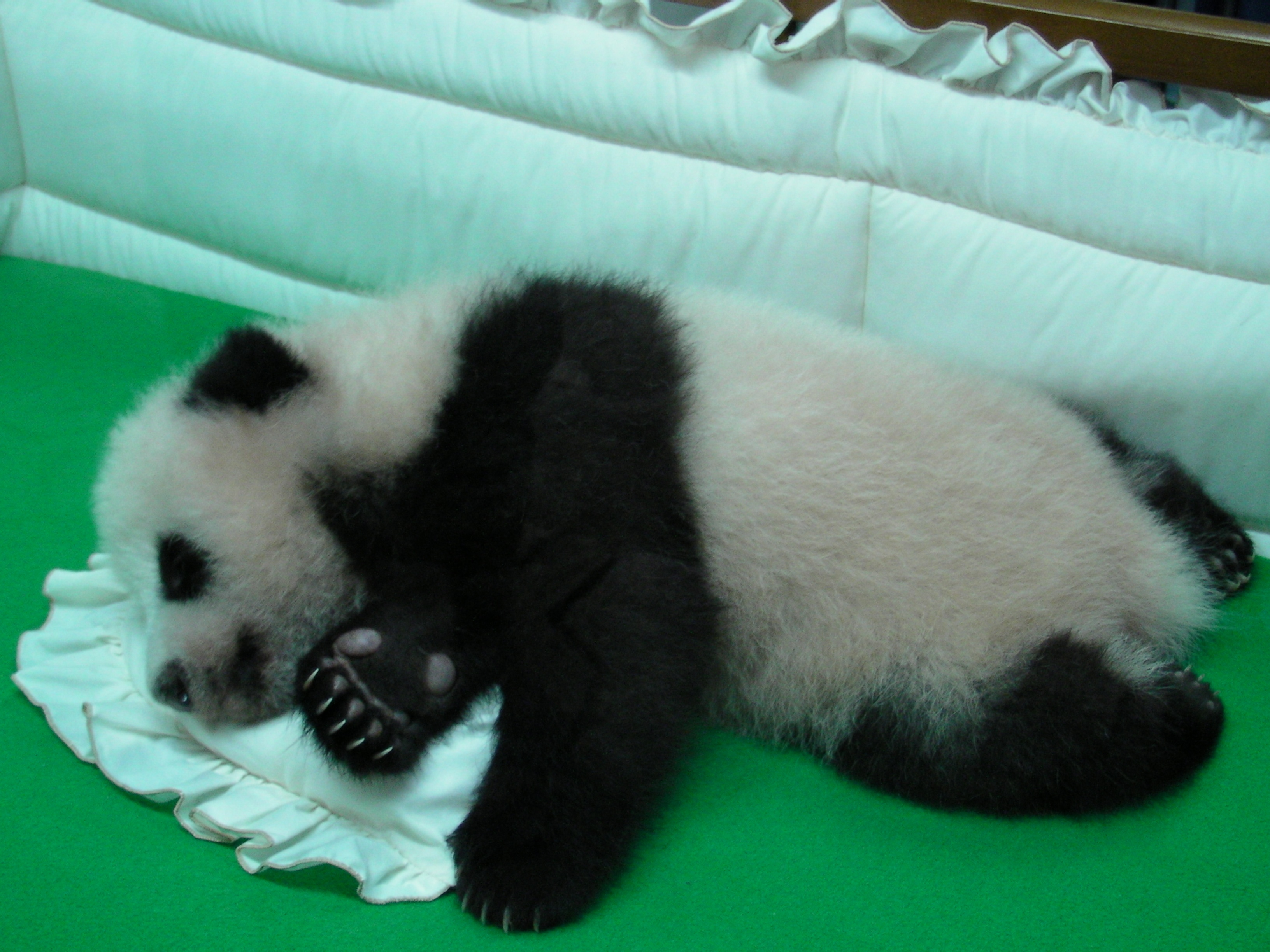
2009년 치앙마이 동물원에서 린빙은 부모가 판다 포르노그래피를 본 후 태어난 최초의 새끼 판다였다.

판다 포르노그래피(panda pornography) 또는 판다 포르노(panda porn)는 일반적으로 포획된 대왕판다의 성적 흥분을 조장하기 위해 판다의 짝짓기를 묘사하는 영화를 말한다. 동물원 환경에서 동물들은 일반적으로 짝짓기에 열성적이지 않아 종을 멸종 위기에 빠뜨린다. 그러나 야생의 자연 서식지에서 판다는 짝짓기에 훨씬 더 성공적이다. 특히 연구자들이 유전적 다양성을 위해 한 쌍을 선택하고 암컷이 짝짓기를 할 때 아슬아슬한 기회를 예측하려고 하는 것과는 대조적으로 개개의 개체가 행동 호환성을 선택할 수 있기 때문이다.